# Notobathynella longipes
Notobathynella longipes är en kräftdjursart som beskrevs av Horst Kurt Schminke 1978. Notobathynella longipes ingår i släktet Notobathynella och familjen Parabathynellidae. Inga underarter finns listade i Catalogue of Life.